# Berks County
Berks County je okres ve státě Pensylvánie, USA. Správním městem okresu je město Reading.
Okres byl vytvořen 11. března 1752 z části okresu Chester County, Lancaster County a Philadelphia County a byl pojmenován po Berkshiru.

## Sídla

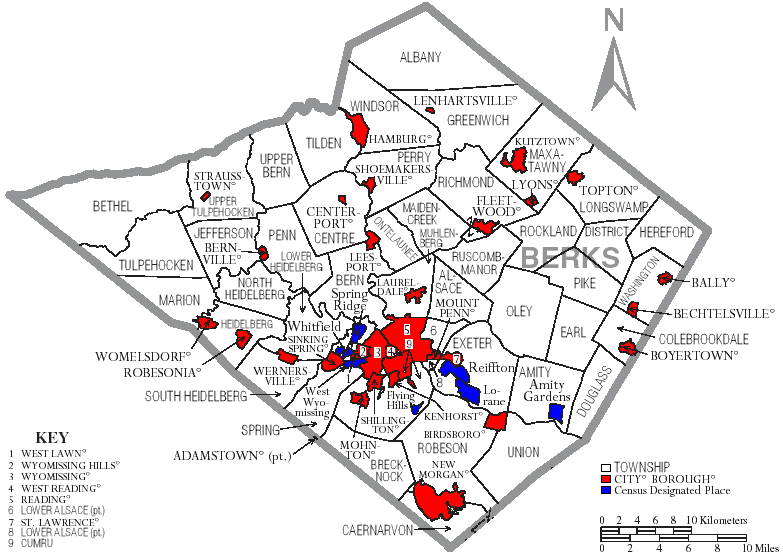
Sídla v okrese

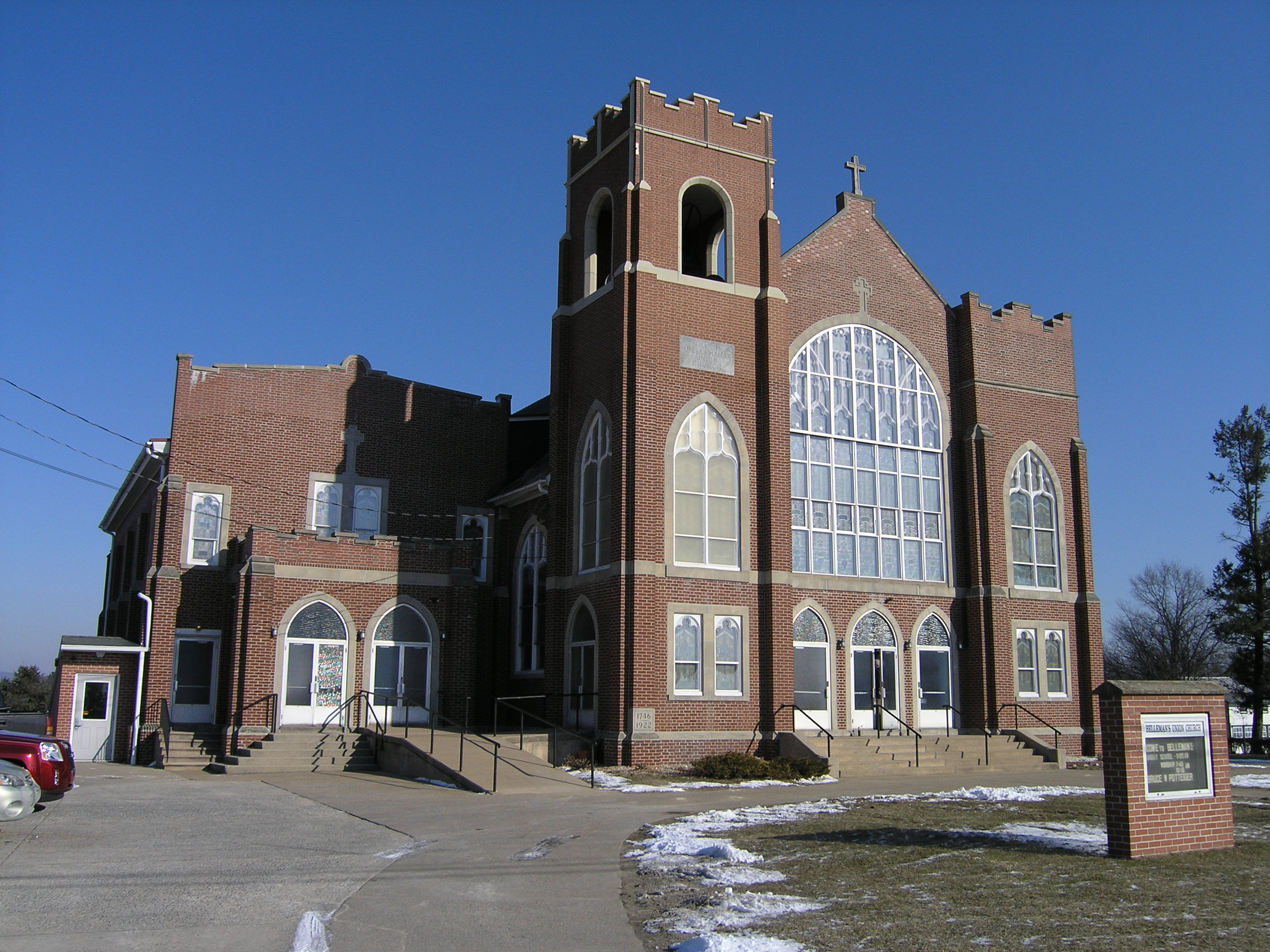
Belleman's Union Church, Mohrsville

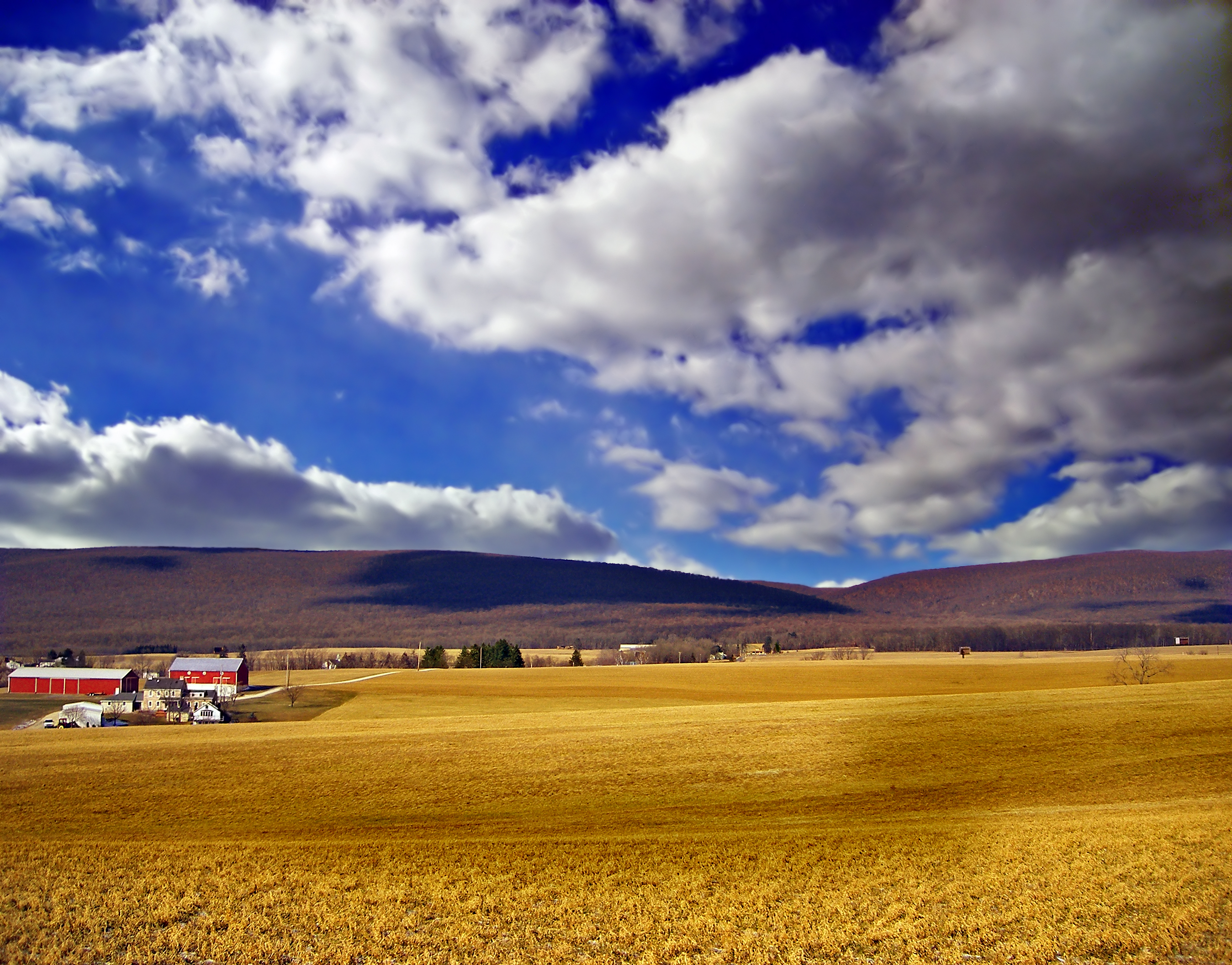
Windsor Township

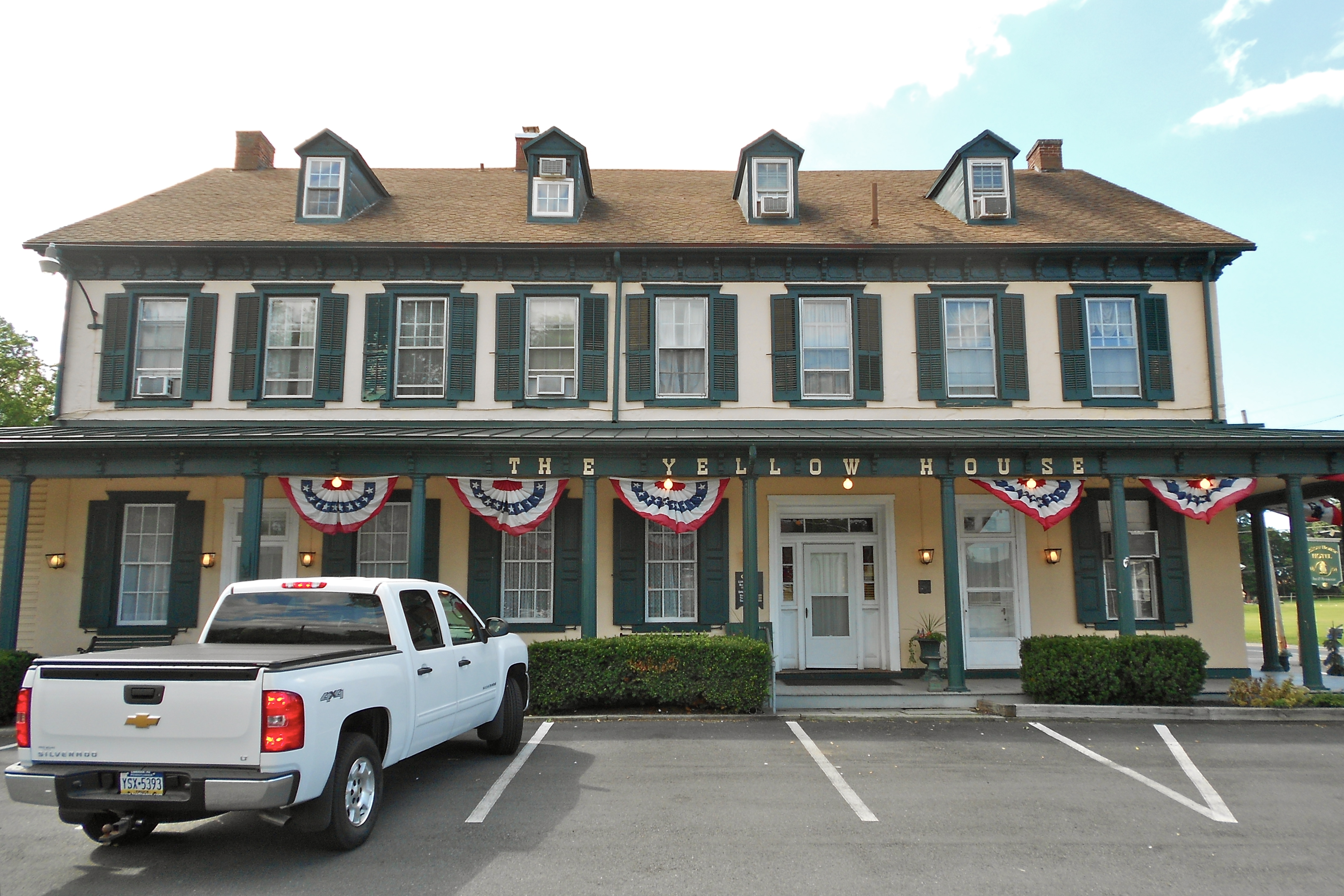
Yellow House

### Města
- Reading

### Boroughs
- Adamstown
- Bally
- Bechtelsville
- Bernville
- Birdsboro
- Boyertown
- Centerport
- Fleetwood
- Hamburg
- Kenhorst
- Kutztown
- Laureldale
- Leesport
- Lenhartsville
- Lyons
- Mohnton
- Mount Penn
- New Morgan
- Robesonia
- St. Lawrence
- Shillington
- Shoemakersville
- Sinking Spring
- Strausstown
- Topton
- Wernersville
- West Reading
- Womelsdorf
- Wyomissing

### Townships
- Albany Township
- Alsace Township
- Amity Township
- Bern Township
- Bethel Township
- Brecknock Township
- Caernarvon Township
- Centre Township
- Colebrookdale Township
- Cumru Township
- District Township
- Douglass Township
- Earl Township
- Exeter Township
- Greenwich Township
- Heidelberg Township
- Hereford Township
- Jefferson Township
- Longswamp Township
- Lower Alsace Township
- Lower Heidelberg Township
- Maidencreek Township
- Marion Township
- Maxatawny Township
- Muhlenberg Township
- North Heidelberg Township
- Oley Township
- Ontelaunee Township
- Penn Township
- Perry Township
- Pike Township
- Richmond Township
- Robeson Township
- Rockland Township
- Ruscombmanor Township
- South Heidelberg Township
- Spring Township
- Tilden Township
- Tulpehocken Township
- Union Township
- Upper Bern Township
- Upper Tulpehocken Township
- Washington Township
- Windsor Township

### Census-designated places
- Alleghenyville
- Alsace Manor
- Amity Gardens
- Baumstown
- Bethel
- Blandon
- Bowers
- Colony Park
- Dauberville
- Douglassville
- Dryville
- Edenburg
- Flying Hills
- Fox Chase
- Frystown
- Gibraltar
- Gouglersville
- Greenfields
- Grill
- Hereford
- Hyde Park
- Jacksonwald
- Kempton
- Kutztown University
- Lincoln Park
- Lorane
- Mertztown
- Mohrsville
- Montrose Manor
- Morgantown
- Mount Aetna
- Muhlenberg Park
- New Berlinville
- New Jerusalem
- New Schaefferstown
- Oley
- Pennside
- Pennwyn
- Rehrersburg
- Reiffton
- Riverview Park
- Schubert
- Shartlesville
- South Temple
- Springmont
- Spring Ridge
- Stony Creek Mills
- Stouchsburg
- Temple
- Virginville
- Walnuttown
- West Hamburg
- West Lawn
- West Wyomissing
- Whitfield

### Nezařazené komunity
- Geigertown
- North Heidelberg
- Pine Swamp
- Plowville
- Scarlets Mill
- State Hill
- Brownsville
- Blue Marsh
- Leinbachs
- Wooltown
- Cacoosing

## Sousední okresy
| Růžice kompasu |                  | Schuylkill County | Lehigh County     | Růžice kompasu |
| Růžice kompasu | Lebanon County   | Sever             | Montgomery County | Růžice kompasu |
| Růžice kompasu | Lebanon County   | Berks County      | Montgomery County | Růžice kompasu |
| Růžice kompasu | Lebanon County   | Jih               | Montgomery County | Růžice kompasu |
| Růžice kompasu | Lancaster County |                   | Chester County    | Růžice kompasu |